# سيث وارد (رجل أعمال)
سيث وارد (بالإنجليزية: Seth Ward)‏ هو شخصية أعمال أمريكي، ولد في 4 مارس 1820، وتوفي في 9 ديسمبر 1903.